# ALSA (транспортная компания)
ALSA — транспортная компания, занимающаяся перевозкой пассажиров автомобильным транспортом. Основана в 1923 году, штаб-квартира в настоящее время находится в Мадриде. С 2005 года принадлежит британской группе National Express. Связывает Испанию с большей частью Европейского Союза и Северной Африки. Присутствует в Португалии, Франции, Бельгии, Швейцарии и Германии. Крупнейший автобусный перевозчик Испании.